# Calendar Girl, Cop, Killer? The Bambi Bembenek Story
Pour plus de détails, voir Fiche technique et Distribution.

## Synopsis
C'est l'histoire vraie de Laurie Bembenek. Elle a été accusée d'avoir assassinée l'ex-femme de son mari.

## Fiche technique
- Titre original : Calendar Girl, Cop, Killer? The Bambi Bembenek Story
- Réalisation : Jerry London
- Scénario : John Greenya Larry Barber
- Photographie :
- Musique : Dana Kaproff
- Société de production :
- Durée : 127 minutes
- Pays :  États-Unis

## Distribution
- Timothy Busfield : Fred Schultz
- Lindsay Frost : Laurencia 'Bambi' Bembenek
- John Karlen : John Garner
- Linda Blair : Jane Mader
- Kathleen Garrett : Paula Fulton
- James Sloyan : Défense
- Susanna Thompson : Christine